# 三國湊帯のまち流し
三國湊 帯のまち流し(みくにみなと おびのまちながし)は、2009年から、福井県坂井市三国町で毎年9月に行われている祭り。三国港近辺に伝わる盆踊り歌「三国節」のゆっくりとした音色や唄にあわせ、踊り手たちが風情ある街並みの中を踊り流す。

## 概要
2009年に、4年に1度の地域定例イベントである「北前ストリーム」の一環として開催され、以後1年周期で行われている。日の暮れる夕方頃から踊り手によるまち流しが始まり、最後は観客も巻き込んだ輪踊りで結ばれる。事前にエントリーした上でまち流しに参加した団体及び個人については踊りの審査があり優秀者に対して表彰が行われる。まち流しの舞台となる三国町内は、商業海運と花街で栄えた歴史からその風情が色濃く残る街並みを擁しており、景観上の美しさも祭りの醍醐味のひとつ。関連イベントとしてフォトコンテストや三国節誕生の逸話を伝えるプレ演劇などが例年催されている。

## 名前の由来
初年度である2009年度は「三国節まち流し」として行われた。2010年度に公募を行い、新名称が「三國湊 帯のまち流し」に決定した。名称中の"帯の"は三国節の歌詞のひとつ「三国三国と通う人ご苦労、帯の幅ほどある町を」に由来する。

## 歴史
- 2009年（平成21年） 「三国節まち流し」として第1回開催。
- 2010年（平成22年） 「三國湊帯のまち流し」に名称を変更。
- 2011年（平成23年） 男踊りの振り付けが追加される。